# Дяченко Андрій Васильович
Андрій Васильович Дяченко (1910—1944) — червоноармієць Робітничо-селянської Червоної Армії, учасник Другої світової війни, Герой Радянського Союзу (1944).

## Біографія
Андрій Дяченко народився в 1910 році в селі Плоске (нині — Броварський район Київської області) в селянській родині. Після закінчення початкової школи працював у колгоспі. На початку війни опинився в окупації. Після звільнення у вересні 1943 року Дяченко був призваний на службу в Робітничо-селянську Червону армію і направлений на фронт, був стрільцем 1318-го стрілецького полку 163-ї стрілецької дивізії 38-ї армії Воронезького фронту. Відзначився під час битви за Дніпро.
2 жовтня 1943 року Дяченко одним з перших у взводі переправився через Дніпро в районі острова Жуківка на південній околиці Києва і закріпився на його західному березі. У боях на плацдармі Дяченко особисто знищив близько 10 солдатів і офіцерів противника, придушив його вогневу точку. Під час боїв за розширення плацдарму Дяченко потягнув за собою бійців в атаку.
Указом Президії Верховної Ради СРСР від 10 січня 1944 року червоноармієць Андрій Дяченко удостоєний високого звання Героя Радянського Союзу. Орден Леніна і медаль «Золота Зірка» отримати не встиг, так як в бою за село Гута-Межигірська отримав важке поранення, від якого помер 3 березня 1944 року. Похований в місті Збараж Тернопільської області України.